# Essex-Nord
Pour les articles homonymes, voir Essex (homonymie) et Essex North.
Essex-Nord ((en) Essex North) est une circonscription électorale fédérale de l'Ontario, représentée de 1882 à 1925.
La circonscription d'Essex-Sud et d'Essex-Nord a été créée en 1882 lors de la division de la circonscription d'Essex. Abolie en 1924, elle fut redistribuée parmi Essex-Est et Essex-Ouest.

## Géographie
En 1882, la circonscription de Essex-Nord comprenait:
- Les cantons de West Sandwich, East Sandwich, Maidstone, Rochester et West Tillbury
- Les villes de Sandwich et Windsor
- Le village de Belle River

## Députés
1. 1882-1891 — James Colebrooke Patterson, CON
2. 1891-1900 — William McGregor, PLC
3. 1900-1909 — Robert Franklin Sutherland, PLC
4. 1909-1917 — Oliver James Wilcox, CON
5. 1917-1923 — William Costello Kennedy, PLC
6. 1923-1924 — Albert Francis Healy, PLC

- CON = Parti conservateur du Canada (ancien)
- PLC = Parti libéral du Canada